# لاكتاشي
لاكتاشي (بالإنجليزية: Laktaši)‏ هي مدينة في الجمهورية الصربية في البوسنة والهرسك.
يبلغ عدد سكانها حوالي 36٬848 نسمة.

## معرض صور

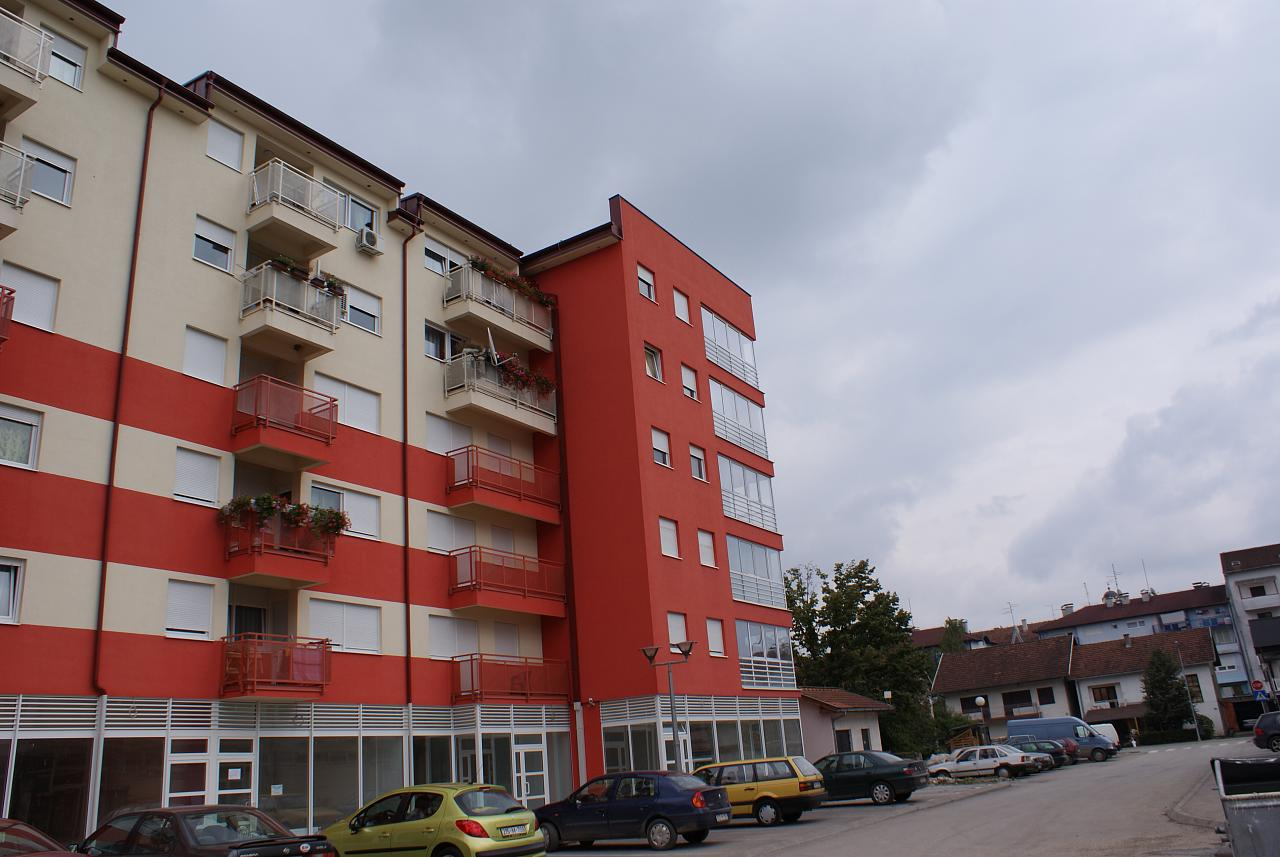
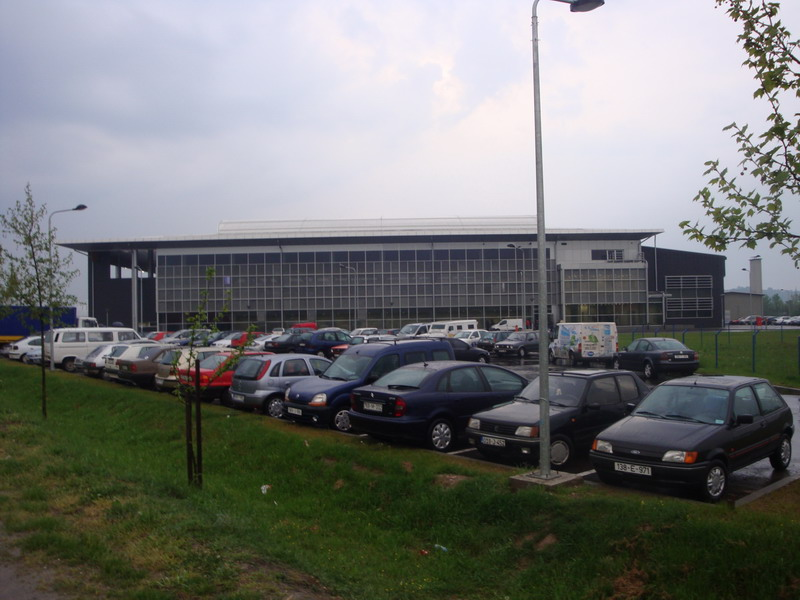
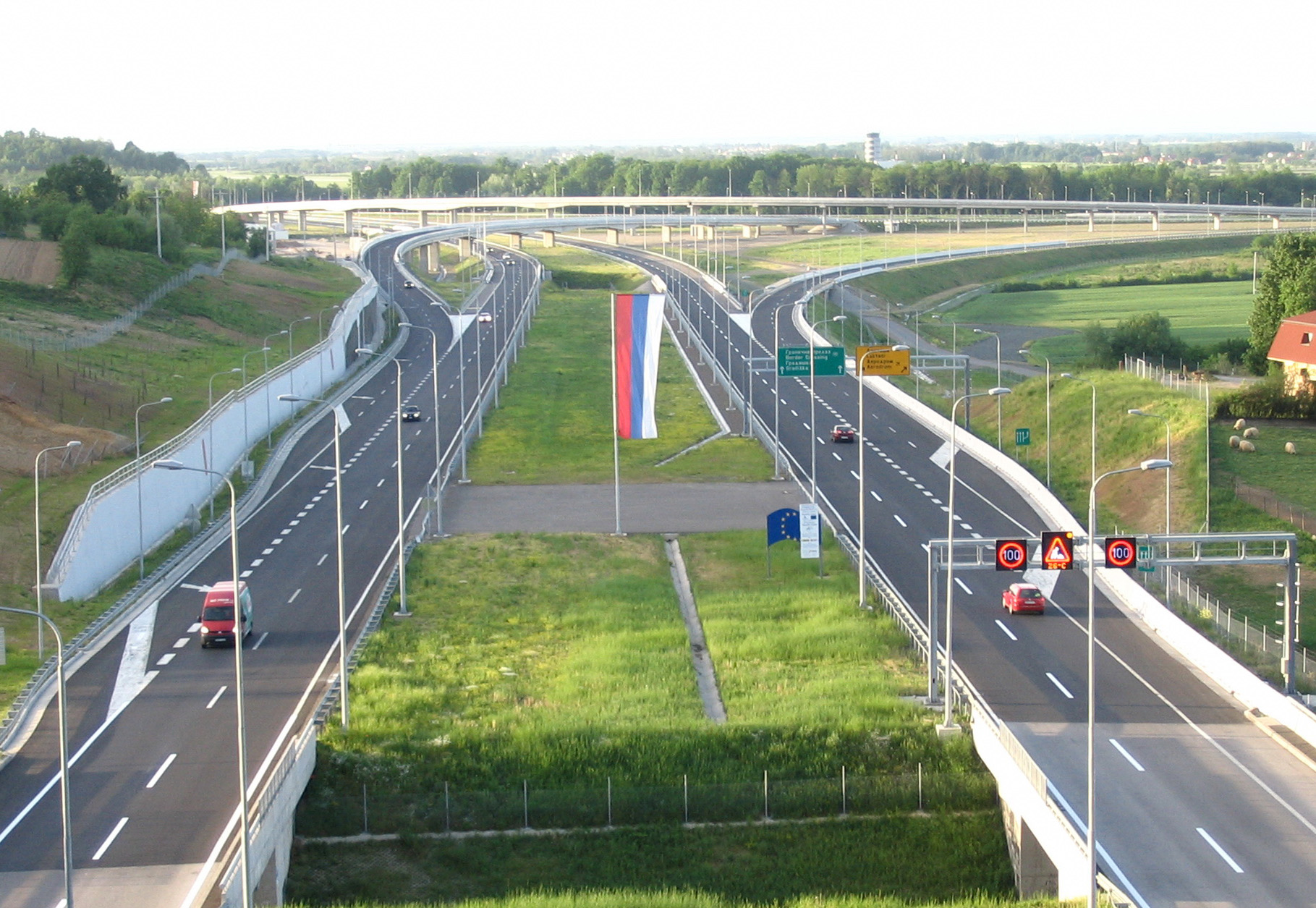